# Троице-Одигитриевская пустынь
Тро́ице-Одиги́триевская Зоси́мова пу́стынь (Зоси́мова во имя Святой Троицы и в честь Смоленской иконы Божией Матери «Одигитрия» пустынь) — ставропигиальный женский монастырь Русской православной церкви, расположенный в посёлке Зосимова Пустынь поселения Новофёдоровское Троицкого административного округа («Новая Москва») города Москвы, в 7 км от деревни Яковлевское.

Пустынь основана 3 декабря 1826 года монахом Зосимой в Верейском уезде Московской губернии.
С 1856 до 1918 года являлась второклассной женской общежительной обителью со статусом монастыря.
Возвращена Русской православной церкви в 1999 году. В качестве монастыря Зосимова пустынь вновь начала действовать с 7 марта 2000 года. 1 июля 2012 года территория, на которой расположен монастырь, административно вошла в состав Москвы.

## История
Основание общине положили схимонах Зосима (Верховский) со своими духовными дочерьми, которые были вынуждены покинуть Николаевский монастырь в Туринске. На новом месте женская монашеская община устроена по благословению митрополита Московского Филарета в 1826 году на участке земли в Верейском уезде, пожертвованном помещицей Марией Бахметевой. В 1856 году община была преобразована в монастырь.
Монастырь, продолжавший существовать после 1917 года как трудовая земледельческая артель, был закрыт окончательно в мае 1929 года.
В 1967 году, на территории монастыря действовал пионерлагерь для детей сотрудников Московского метрополитена.
Возрождён как женский в августе 1999 года сначала как подворье московского Новодевичьего монастыря. 7 марта 2000 года Священный синод принял решение об открытии Троице-Одигитриевской Зосимовой пустыни как самостоятельного монастыря.
23 июля 2000 года основатель пустыни схимонах Зосима (Верховский) был прославлен в лике преподобных.
21 февраля 2012 года монастырь был переведен в каноническое подчинение Патриарха Московского и всея Руси Кирилла.
2 марта 2017 года в собственность храма было передано четыре здания: дом с мезонином, гостиница, дом причта с пристройкой, а также трапезный корпус конца XIX века.
14 августа 2018 года Департамент культурного наследия города Москвы выдал разрешение на реставрацию 4-х объектов культурного наследия регионального значения монастыря: дом причта с пристройкой начала XX века, колокольня 1910-х годов, хозяйственный корпус и дом с мезонином начала XX века.

## Настоятельницы
- 1841—1869 — игуменья Вера (Верховская), племянница преп. Зосимы
- 1869—1881 — игуменья Афанасия (Качалова)
- 1881—1901 — игуменья Магдалина (Верховская), внучатая племянница преп. Зосимы
- 1901—1920 — игуменья София (Быкова)
- 21 января 1920—1931 — игуменья Афанасия (Лепёшкина)
- 7 марта 2000 — 8 июня 2011 — игуменья Елена (Конькова)
- с 8 июня 2011 года — игуменья Фаина (Светлана Владимировна Кулешова)[1]

## В филателии

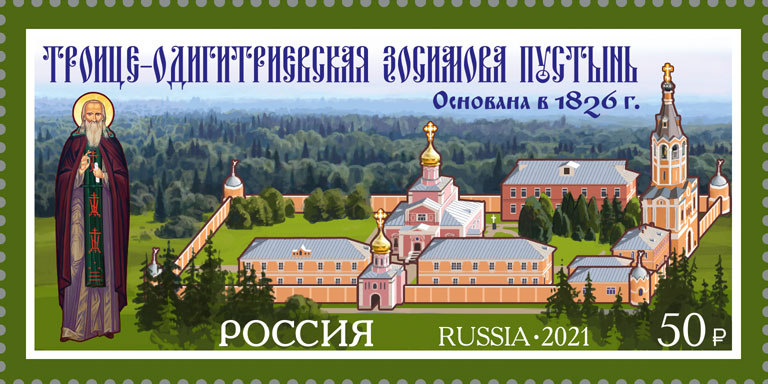
Марка Почты России, 2021 год

В 2021 году Почтой России была выпущена марка, посвященная Троице-Одигитриевской пустыне.